# Aeolothrips albicinctus
Aeolothrips albicinctus är en insektsart som beskrevs av Alexander Henry Haliday 1836. Aeolothrips albicinctus ingår i släktet Aeolothrips och familjen rovtripsar. Arten är reproducerande i Sverige. Inga underarter finns listade i Catalogue of Life.